# Szent Mihály-templom (Eszék)
A Szent Mihály arkangyal-plébániatemplom (horvátul: Župna crkva sv. Mihaela arkanđela) az eszéki várban (Tvrđa), a Juraj Križanić tér nyugati oldalán található műemlék barokk stílusú római katolikus templom. Az épület északkelet-délnyugati tájolású, megjelenése a barokk erődegyütteshez illeszkedik. Ez a második legnagyobb templom Eszéken, közvetlenül a felsővárosi Szent Péter és Pál-társszékesegyház után; 42 méter hosszú, 25 méter széles és 47 méter magas tornyokkal. Az eredetileg a jezsuiták által épített templom a 18. század közepén készült el. A tágas templom barokk stílusban épült, széles homlokzattal és két harangtoronnyal. A homlokzatot az akkori kontinentális Horvátország szakrális építészetétől szokatlan, több szintes ablaksorok jellemzik, amely az osztrák barokk hatást mutatja.

## Története
Eszék várát 1687. szeptember 29-én, Szent Mihály napján foglalták vissza a keresztény seregek a törököktől. Ennek emlékére a templomban minden pénteken 11 órakor harangoznak a győzelem emlékére. A templom elődjét a törökök dzsámivá alakították, a város visszafoglalása utáni első ideiglenes templomot szintén ebben a mecsetben alakították ki, ezt 1704. október 19-én szentelte fel Patachich György püspök. Mivel az oszmánok 162 évig uralták Eszéket, nem csoda, hogy az első plébániatemplom átalakított török mecsetben működött. Később elbontották a megrongálódott épületet. Ennek alaprajzát a mai téren sárga téglákkal jelölték ki.
Ugyanezen a téren korábban 1719-ben épült fel a jezsuita rendház. A templomban ebből az időszakból őriznek egy kelyhet, amelyen zománcozott medalionok Xavéri Szent Ferenc életének jeleneteit ábrázolják. Bécs 1764-ből származó helyi védjegye és stilizált kettős levélben a mester nevének IS kezdőbetűi láthatók rajta.
1725. július 31-én a jezsuiták ünnepélyesen letették a templom építésének alapkövét a lebontott Kászim pasa-mecset alapjainak nyugati részén, a lakóhelyük előtt. A templomban 1734-ben kezdték el a szentmiséket tartani, bár az építés még nem fejeződött be. A templomot 1750-ben szentelték fel Szent Mihály arkangyal, az egyház bajnokának és védelmezőjének tiszteletére. A templom 1768-ban készült el teljesen. A jezsuita rend 1773-as feloszlatása után ferencesek költöztek az épületbe, a templom pedig plébániatemplom lett.
1991 őszén, a horvátországi háború idején a templom megsérült, de 1999-ben helyreállították.

## Építészeti jellemzői

### Építésének szakaszai
Az egykori jezsuita templom reprezentatív épület, melynek közép-európai eredete felismerhető a tervezésben. térszervezés, hanem a homlokzatok is. Azaz egy Wandpfeiler-templom (templom belső támpillérekkel, faloszlopokkal), lenyűgöző homlokzattal, amelyet két harangtorony díszít. Az építkezés elhúzódott (1725-1766), ami a háború utáni állapotok, a szegénység és az eszéki jezsuita rendház egyidőben való építésének következménye. Az így kapott megoldás az építkezés során végrehajtott tervmódosítások eredménye.
A templom két ütemben épült. Az első szakasz (1725 – 1730) a hajó egy részét és egy szűkebb sokszögű apszist tartalmaz, ami arra utal, hogy a templom eredeti térfelfogása jelentősen eltért a jelenleg ismerttől. Ekkor még keskeny sokszögű szentélyzáródású egyhajós templomként épült, mely tipológiailag a középkori építészeti hagyományhoz tartozik. A második ütemben (1733-1735) a templom hajóját oldalkápolnákkal bővítették, boltozatot és kórust építettek hozzá. Ebben a szakaszban a tervet jelentően módosították, amelyben a templomot hagyományos megoldásból kortárs, modern, érett barokk jegyekkel rendelkező épületté alakították át magas és tágas oldalablakok bevezetésével.
A homlokzat építése is több ütemben zajlott, amelyek közül hármat definiálhatunk. Az első ütem (1733-1735) befejezetlen homlokzatú, tornyok nélkül. Az építkezés valószínűleg a rossz anyagi feltételek miatt állt le. A második ütemben (1741) a kórussal azonos magasságú, a mai harangtornyoknál keskenyebb, azaz a templomhajó szélességében épült tornyok szerepelnek. A harmadik, befejező szakaszban (1765-1766) a korábbi harangtornyokat részben lebontották, helyettük a korábbiaknál szélesebbeket állítottak fel. A templom- és homlokzattervek fázisaival és változásaival kapcsolatos új ismeretek új perspektívát adnak az épület építési történetébe, és új irányvonalakat adnak a jövőre nézve.

### Az épület belseje
Ahogy a templomot fokozatosan felszerelték, fokozatosan hét oltárt helyeztek el benne. A templom bejárata felől nézve a mellékoltár, az első jobb oldalon, Nepomuki Szent János tiszteletére lett felszentelve 1764-ben. A Szent Ottilia-mellékoltár az első a bal oldalon, és 1768-ból való. A mellékoltár, amely a templom bejáratától jobbra a második, a Boldogságos Szűz Máriának van szentelve., és fehér oltárnak is nevezik. A templom bejáratától balra második oldaloltárt Szent Kereszt tiszteletére szentelték a Fájdalmas Szűzanya és Szent János apostol alakjaival, ezt fekete oltárként emlegetik. A templomban még két kisebb mellékoltár található. A főoltártól jobbra a Boldogságos Szűz Mária, a  Keresztények Segítőjének szentelt oltár, a főoltártól balra pedig az Ávilai Szent Teréz-oltár áll. A főoltárt Szent Mihály arkangyalnak szentelték. A z oltárkép a város visszafoglalását örökíti meg, két oldalán Szent Péter és Pál, Loyolai Szent Ignác és Xavéri Szent Ferenc életnagyságú szobrai láthatók.
A kör alakú barokk baldachinos szószéket gazdagon aranyozott akantusz és voluták domborműves díszítése ékesíti. A keresztelőmedence világos színű fából készült, egyszerű, szigorú klasszicista formákkal, és valamelyest kilóg a berendezési tárgyak fényűző barokk formái közül.

### Orgona
A templomban található egy 1937-ben Franc Jenko által épített pneumatikus orgona. A hangszer diszpozíciója az alábbi:
| I. manual C–g3 |                 |        |
| 1.             | Gedeckt         | 16′    |
| 2.             | Principal       | 8′     |
| 3.             | Bourdon         | 8′     |
| 4.             | Flauta          | 8′     |
| 5.             | Koncertna viola | 8′     |
| 6.             | Salicional      | 8′     |
| 7.             | Oktava          | 4′     |
| 8.             | Traverzflauta   | 4′     |
| 9.             | Kvinta          | 2 2/3′ |
| 10.            | Superoktava     | 2′     |
| 11.            | Terca           | 1 3/5′ |
| 12.            | Mixtura IV      |        |

| II. manual C–g3 |                      |    |
| 13.             | Viol. principal      | 8′ |
| 14.             | Gamba                | 8′ |
| 15.             | Flavta harmonik      | 8′ |
| 16.             | Dolce                | 8′ |
| 17.             | Vox celestis         | 8′ |
| 18.             | Prestant             | 4′ |
| 19.             | Flauta dolce         | 4′ |
| 20.             | Flavtino             | 2′ |
| 21.             | Harmonie aethera III |    |
| 22.             | Oboa                 | 8' |

| Pedal C–d1 |               |     |
| 23.        | Violon        | 16′ |
| 24.        | Prinzipalbass | 16′ |
| 25.        | Violonbass    | 8′  |
| 26.        | Oktavbass     | 8′  |
| 27.        | Bombarda      | 16′ |

Vegyes: II-I, I-P, II-P, Sup I-P, Sup I, Sub II-I, Sup II-I, Sup II.
Kollektív: P, MF, F, TT, Gosle, Flavte, Principali.

## Galéria

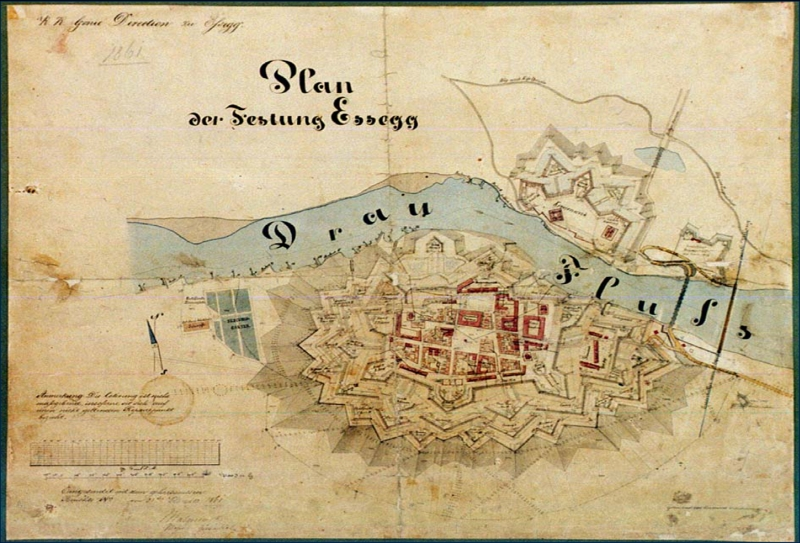
A Tvrđa 1861-es térképe
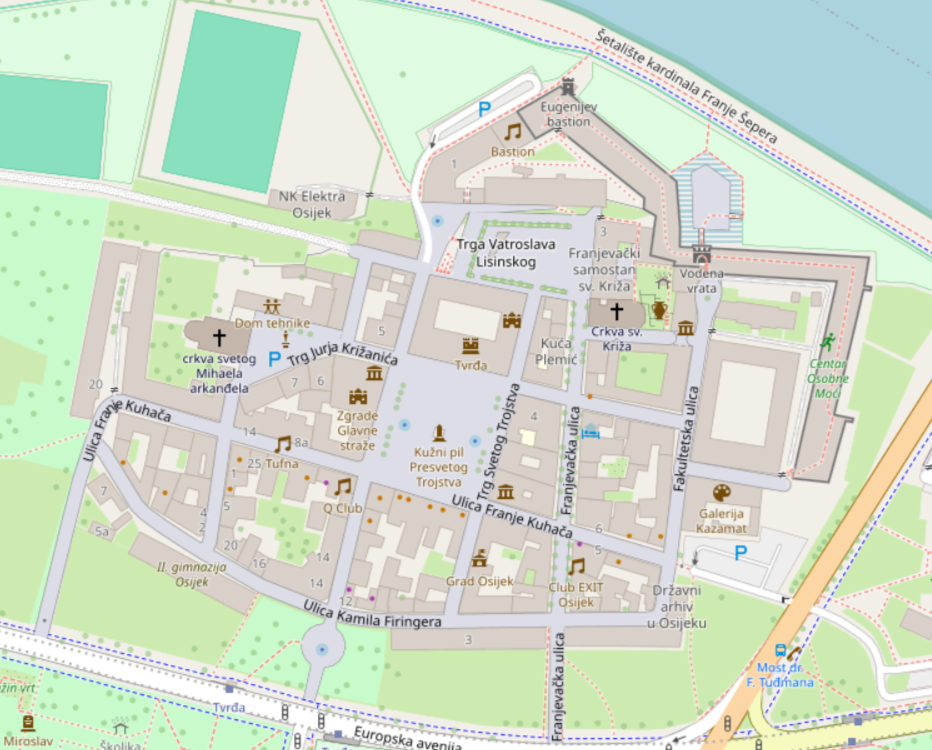
A 2024-es állapot,középen balra a templommal
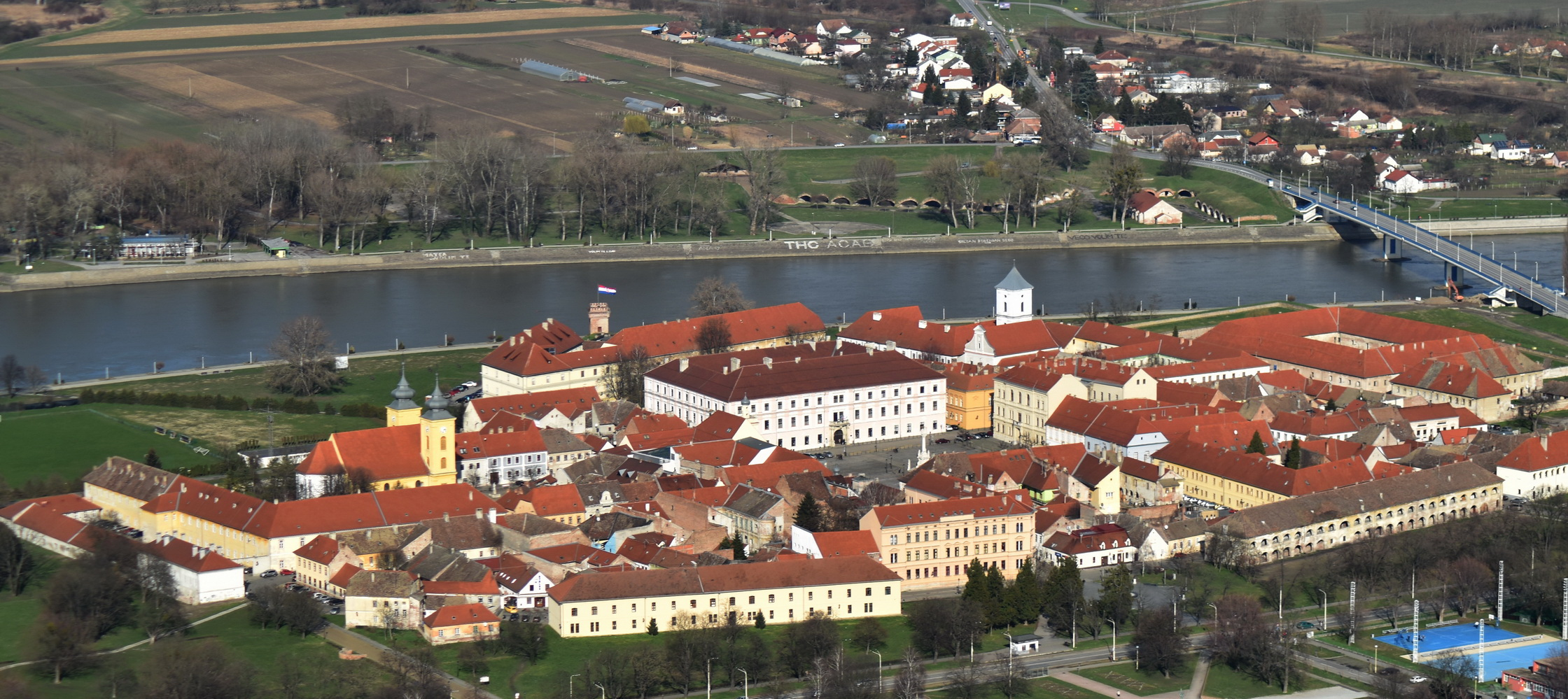
Az eszéki vár látképe, bal oldalon a Szent Mihály-templom tornyaival
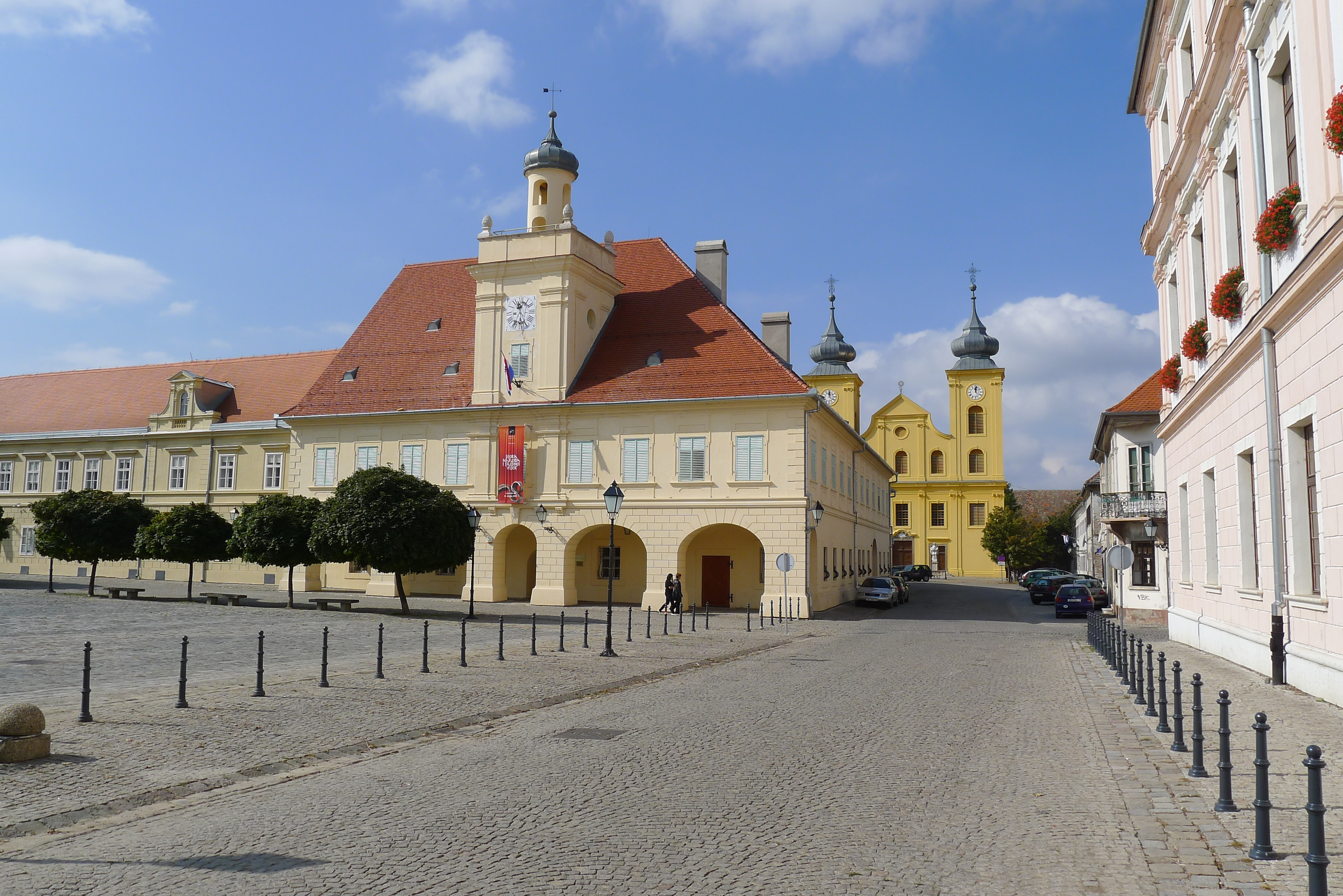
A Szentháromság tér felőli látkép, előtérben a Városőrség épülete
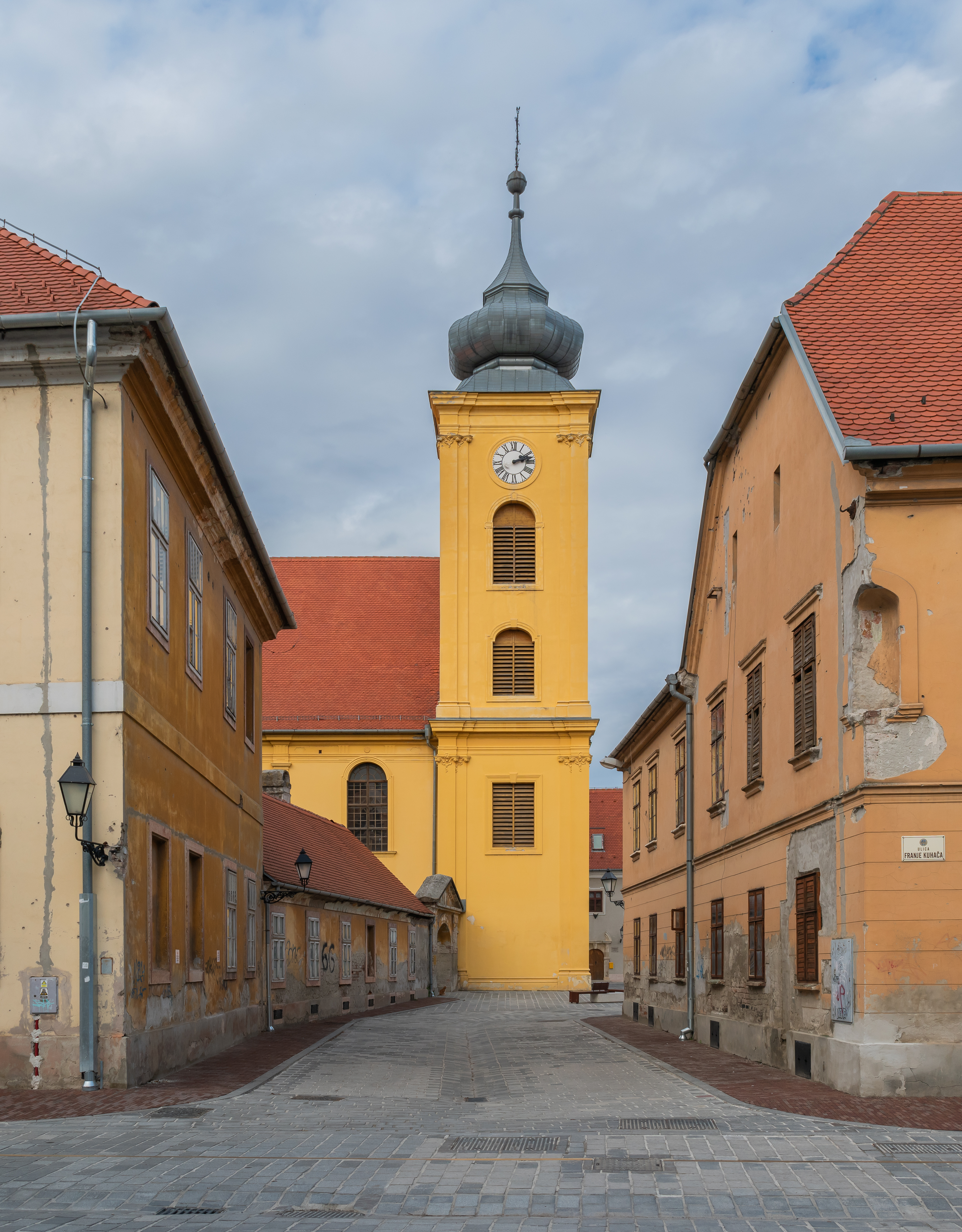
Rálátás a déli Danica Pinterović utcából
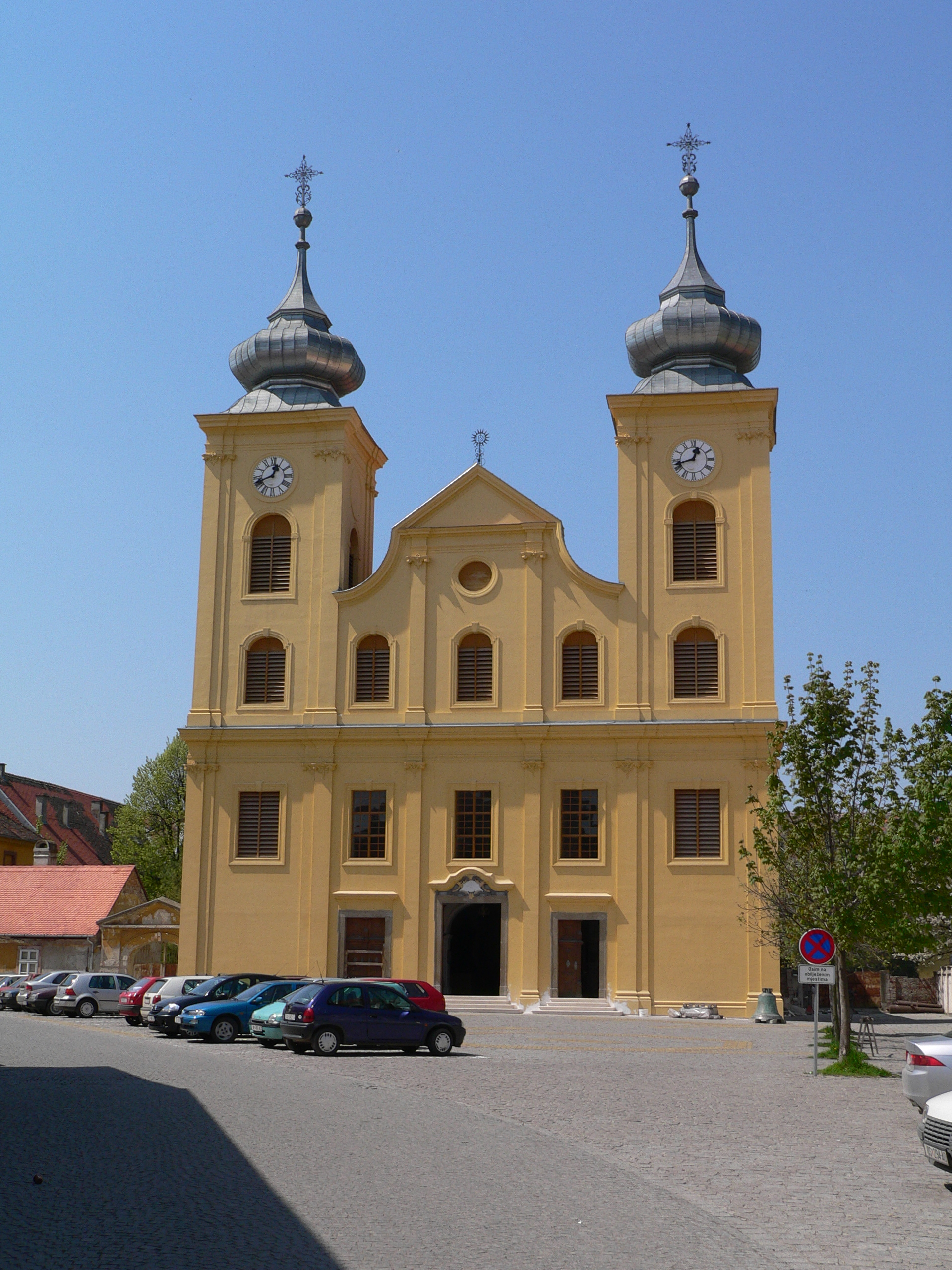
A felújítás előtti homlokzat
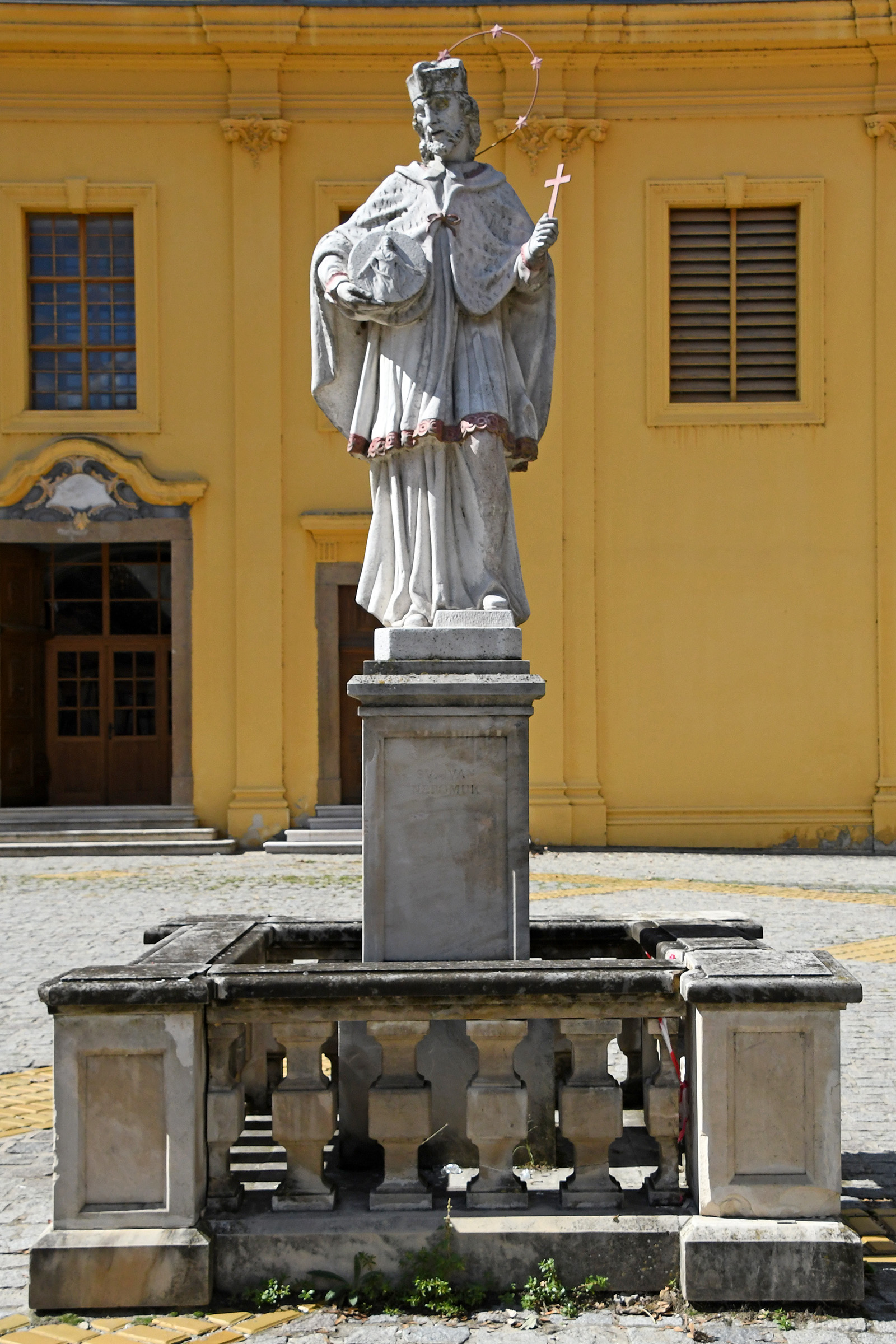
A templom előtti Nepomuki Szent János-szobor
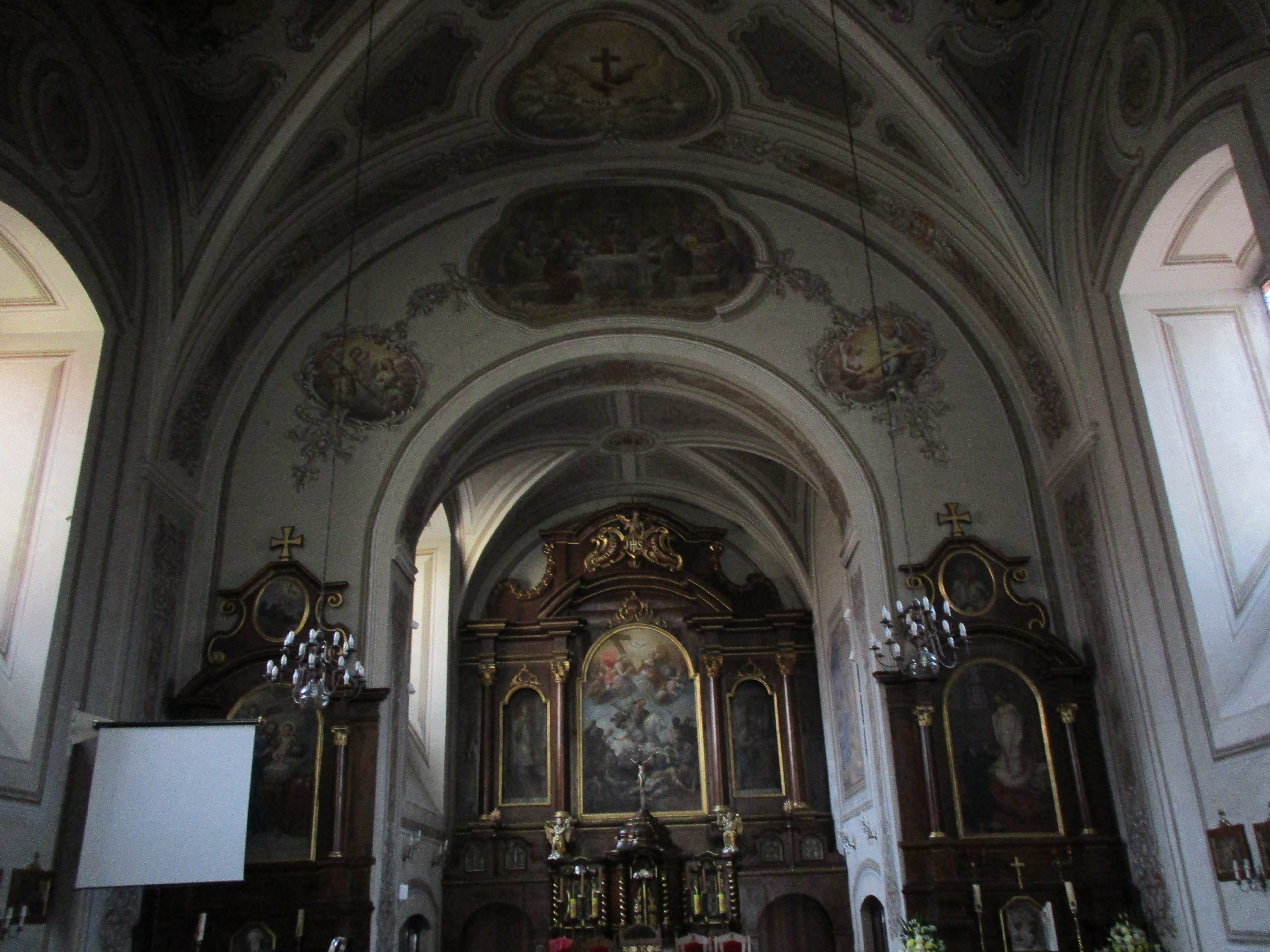
A templom belseje

## Fordítás
- Ez a szócikk részben vagy egészben  a   Crkva sv. Mihaela arkanđela u Osijeku című horvát Wikipédia-szócikk ezen változatának fordításán alapul.  Az eredeti cikk szerkesztőit annak laptörténete sorolja fel. Ez a jelzés csupán a megfogalmazás eredetét és a szerzői jogokat jelzi, nem szolgál a cikkben szereplő információk forrásmegjelöléseként.